# Acropora scherzeriana
Acropora scherzeriana е вид корал от семейство Acroporidae.

## Разпространение
Видът е разпространен в Австралия, Индия, Индонезия, Малайзия, Сингапур, Тайланд, Филипини и Шри Ланка.